# Prodidomus dalmasi
Espèce
Prodidomus dalmasi est une espèce d'araignées aranéomorphes de la famille des Prodidomidae.

## Distribution
Cette espèce est endémique du comté de Nairobi au Kenya,. Elle se rencontre vers Nairobi.

## Description
Le mâle holotype mesure 2,7 mm.
Le mâle décrit par Cooke en 1964 mesure 2,7 mm.

## Systématique et taxinomie
Cette espèce a été décrite par Berland en 1920.

## Étymologie
Cette espèce est nommée en l'honneur de Raymond de Dalmas.

## Publication originale
- Berland, 1920 : « Diagnoses préliminaires d'araignées d'Afrique orientale. Voyage de Ch. Alluaud et R. Jeannel (1re note). » Bulletin de la Société entomologique de France, vol. 1919, p. 347-350 (texte intégral).